# 片瀬二郎
片瀬 二郎（かたせ にろう、1967年 -）は、日本のSF作家。東京都生まれ。青山学院大学経済学部卒。

## 経歴
2001年、『スリル』でENIXエンターティンメントホラー大賞（小説部門長篇）を受賞しデビュー。翌年、『チキン・ラン』を刊行。その後、10年近く作品を発表していなかったが、2011年、「花と少年」で第2回創元SF短編賞大森望賞を受賞し再デビュー。2014年、短編集『サムライ・ポテト』を刊行。

## 作品

### 単行本
- 『スリル』（エニックス、2001年8月）
- 『チキン・ラン』（エニックス、2002年8月）
- 『サムライ・ポテト』（河出書房新社、2014年5月）
  - 収録作:「サムライ・ポテト」「00:00:00.01pm」「三人の魔女」「三津谷くんのマークＸ」「コメット号漂流記」

### アンソロジー収録作品
- 「花と少年」 - 『原色の想像力2』（創元SF文庫、2012年3月）
- 「サムライ・ポテト」 - 『NOVA 7』（河出書房新社、2012年3月）
- 「00:00:00.01pm」 - 『NOVA 8』（河出書房新社、2012年7月）
- 「検索ワード:異次元」「深夜会議」 - 『NOVA 9』（河出書房新社、2013年1月）
- 「ライフ・オブザリビングデッド」 - 『NOVA 10』（河出書房新社、2013年7月）
- 「ミサイルマン」(再録) - 『ベストSF2020』（大森望/編、竹書房文庫、2020年7月）

### 雑誌掲載作品
- 「ミサイルマン」 - 『S-Fマガジン』2019年4月号（早川書房）